# Cystoseira
Cystoseira è un genere di alghe brune appartenente all'ordine Fucales ed alla famiglia Cystoseiraceae. Il genere ha una distribuzione cosmopolita ma si trova principalmente nelle acque temperate dell'emisfero nord, soprattutto nel mar Mediterraneo e nell'oceano 
Pacifico e Indiano. Il tallo è suddiviso in ventosa, stipite e fronda.

## Morfologia
Hanno aspetto arborescente o cespuglioso.

Il tallo presenta una struttura parenchimatosa, in cui le cellule si dividono in modo da formare una sorta di tessuto carnoso. È costituito da un asse principale da cui si dipartono degli assi secondari ramificati. L'accrescimento è apicale. Anteridii e oogoni si trovano all'interno di concettacoli fertili chiamati ricettacoli. È suddiviso in ventosa, stipite, fronda e pneumatocisti.

### Ventosa
Ha una forma discoidale a sezione triangolare ed è costituito da piccoli rizoidi che l'alga utilizza per attaccarsi al substrato roccioso.

### Stipite
Lo stipite può essere paragonato per le sue funzioni al tronco delle piante: permette all'alga di mantenersi eretta e trasporta i prodotti del metabolismo e i nutrienti. Ha una forma triangolare.

### Fronde
Sono disposte radialmente lungo lo stipite e costituiscono la parte più evidente del tallo e quella maggiormente interessata dai processi fotosintetici. In essa quindi sono presenti molti cloroplasti e mitocondri.
La loro colorazione va dal nero (C. crinita), al bruno-rossastro (C. barbata), al bruno-giallastro (C. compressa), talora con riflessi iridescenti bluastri (C. mediterranea).

### Pneumatocisti
Sono delle strutture sferiche o ellissoidali piene d'aria che permettono il galleggiamento della pianta. Si trovano generalmente nella porzione apicale del tallo.

## Distribuzione

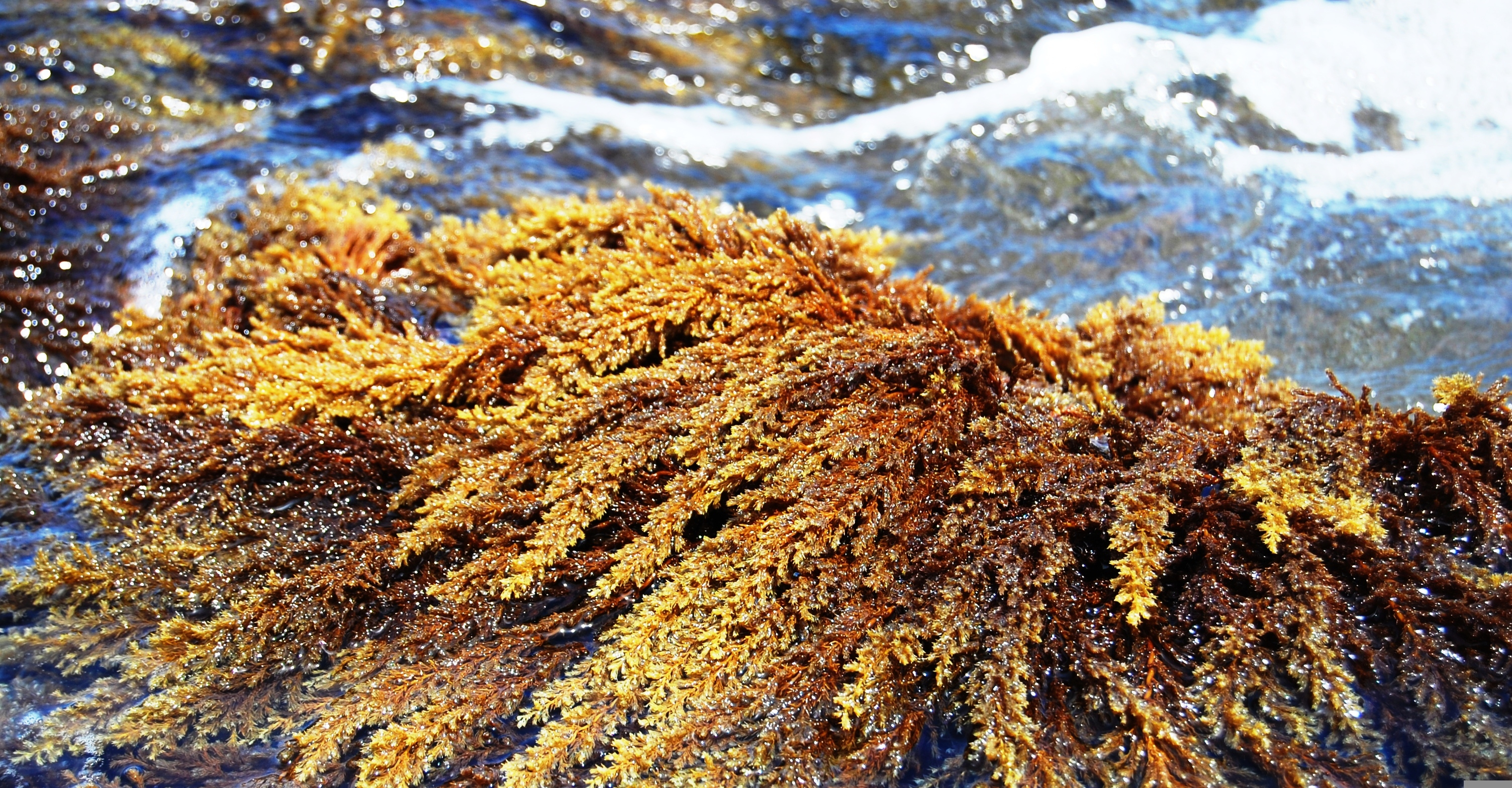

È un genere cosmopolita, anche se è più abbondante nei mari temperati dell'emisfero nord. Nel mar Mediterraneo segna il confine tra il piano mesolitorale e quello infralitorale.

## Tassonomia
Il genere è compreso nella classe Phaeophyta (alghe brune) e nell'ordine Fucales.

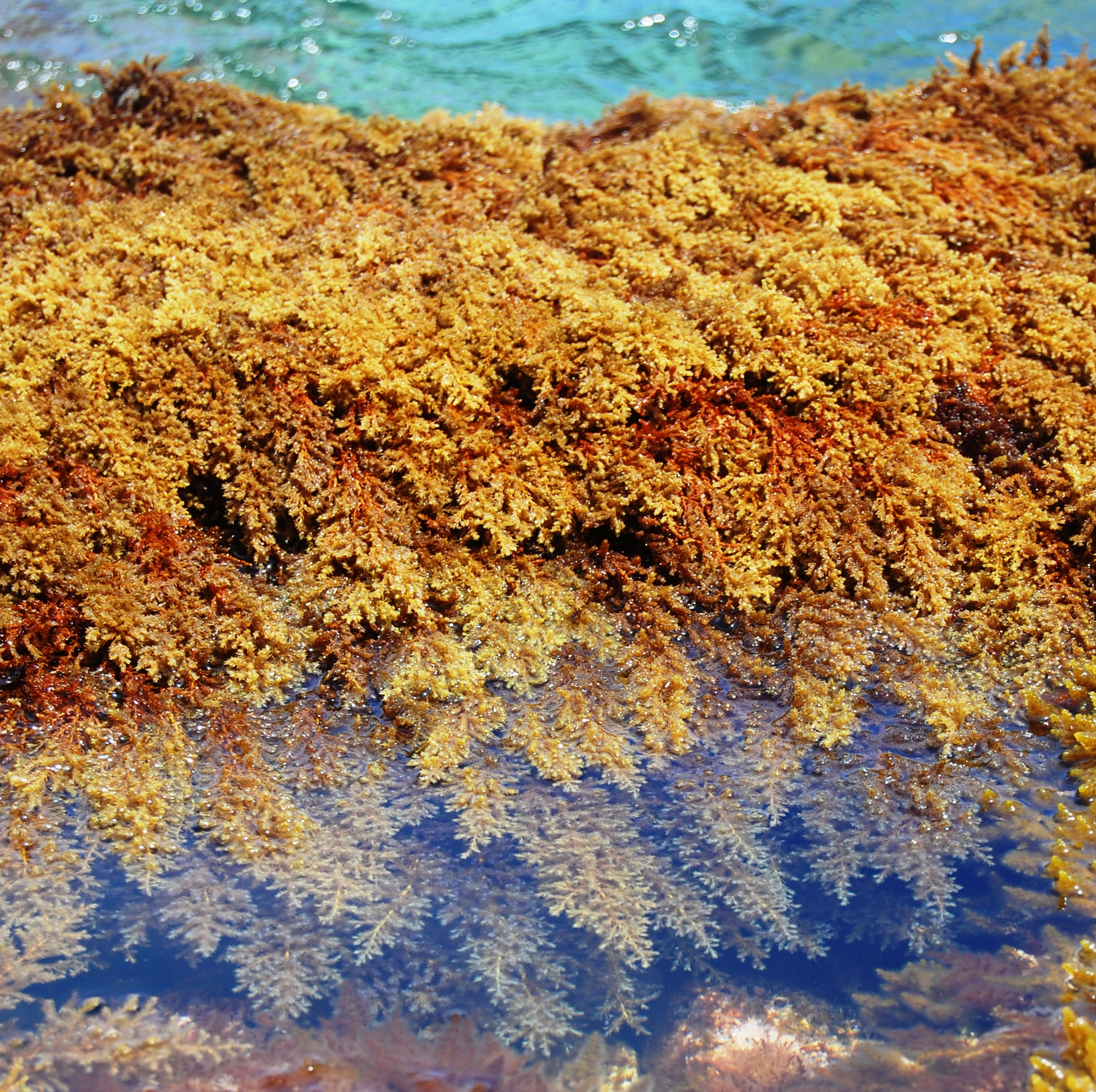

Vi appartengono circa 50 specie:
- Cystoseira abies-marina
- Cystoseira algeriensis
- Cystoseira amentacea
- Cystoseira baccata
- Cystoseira barbata
- Cystoseira barbatula
- Cystoseira brachycarpa
- Cystoseira compressa
- Cystoseira corniculata
- Cystoseira crassipes
- Cystoseira crinita
- Cystoseira crinitophylla
- Cystoseira dubia
- Cystoseira elegans
- Cystoseira foeniculacea
- Cystoseira funkii
- Cystoseira geminata
- Cystoseira hakodatensis
- Cystoseira helvetica
- Cystoseira humilis
- Cystoseira hyblaea
- Cystoseira hypocarpa
- Cystoseira indica
- Cystoseira jabukae
- Cystoseira mauritanica
- Cystoseira mediterranea
- Cystoseira montagnei
- Cystoseira myrica
- Cystoseira neglecta
- Cystoseira nodicaulis
- Cystoseira occidentalis
- Cystoseira osmundacea
- Cystoseira pelagosae
- Cystoseira planiramea
- Cystoseira platyclada
- Cystoseira sauvageauana
- Cystoseira schiffneri
- Cystoseira sedoides
- Cystoseira setchelii
- Cystoseira sonderi
- Cystoseira spinosa
- Cystoseira squarrosa
- Cystoseira stricta
- Cystoseira susanensis
- Cystoseira tamariscifolia
- Cystoseira trinodis
- Cystoseira usneoides
- Cystoseira wildpretii
- Cystoseira zosteroides